# Оттон Богатый (граф Балленштедта)
Оттон Богатый (нем. Otto der Reiche; ок. 1075 — 9 февраля 1123) — граф Балленштедтский, герцог Саксонии (в 1112 году), граф Аскании и Ашерслебена, сын Адальберта II Балленштедтского (ок. 1030—1076/1080) и Адельгейды Веймарской (ок. 1055—28 марта 1100), дочери Оттона I, графа Веймара.

## Биография
Оттон первый стал называться графом Асканийским и Ашерслебенским. Также он первым в роде носил титул «граф Ангальта».
После смерти своего тестя герцога Магнуса Саксонского, с которым в 1106 году прекратилось мужская линия Биллунгского дома, Оттон предъявил претензии на его владения — герцогство Саксония, но герцогом был признан Лотарь Супплинбургский, хотя Оттон и присоединил к своим владениям часть земель Биллунгов.
В 1112 году император Генрих V назначил все-таки Оттона герцогом Саксонии, но в том же году он вошел в спор с императором и был лишен герцогского звания. После чего Оттон объединился с Лотарем против императора.
После прекращения династии графов Веймара предъявлял претензии на их владения. Оттон отвоевал области вокруг Цербста и Зальцведеля у славян.

## Брак и дети
Жена: ранее 1095 года Эйлика (1080—16 января 1142), младшая дочь герцога Саксонского Магнуса, последнего из рода Биллунгов.
Дети:
- Альбрехт Медведь (ок. 1100 — 18 ноября 1170), граф Балленштедта и Ашерслебена (1123—1170), маркграф Лужицкой марки (1124—1131), маркграф Северной марки (1134—1157), 1-й маркграф Бранденбурга (1157—1170), герцог Саксонии (1138—1141)
- Адельгейда, 1-й муж: Генрих II (1102—1128), граф Штаде с 1106, маркграф Северной марки с 1118; 2-й муж: Вернер фон Вельтхейм (ум. 1170)